# Jedermann sein eigner Fussball
Titelblatt der Zeitschrift
 Externer Weblink
- Jedermann sein eigner Fussball

Jedermann sein eigner Fussball war eine illustrierte Satirezeitschrift im künstlerischen Umfeld des Dadaismus, die 1919 nach einmaligem Erscheinen verboten wurde.

## Hintergrund
Die Zeitschrift wurde von Wieland Herzfelde in dessen eigenem Malik-Verlag herausgegeben. Trotz geringer Seitenzahl und denkbar kurzer Editionsgeschichte gilt die Ausgabe aufgrund der Güte der beteiligten Künstler und der Bezüge zur damaligen politischen Situation nur wenige Wochen nach dem Spartakusaufstand in Berlin als ein Höhepunkt der dadaistischen Graphik und Collage.
Die erste und einzige Ausgabe der Zeitschrift erschien am 15. Februar 1919 im Tabloidformat. Die Zeitschrift wurde wegen Obszönität sofort beschlagnahmt – den Anstoß hatte der Abdruck des Gedichtes „Der Coitus im Dreimäderlhaus“ von Walter Mehring erregt. Walter Mehring wurde deshalb der Prozess gemacht, der aber mit Freispruch endete. (Das Dreimäderlhaus war eine damals populäre Operette.)
Jedermann sein eigner Fussball hatte vier Seiten und enthielt insgesamt acht Illustrationen, davon zwei Fotomontagen von Herzfeldes Bruder John Heartfield und sechs Zeichnungen von George Grosz. Textbeiträge kamen unter anderem von Richard Huelsenbeck, Erwin Piscator, Karl Nierendorf, Salomo Friedlaender (Mynona) und J.H. Kuhlemann. Sowohl Typografie als auch Layout der Titelseite lehnten sich parodistisch an die Gestaltung zeitgenössischer konservativer Zeitungen an. Auf der Titelseite befindet sich die Fotomontage „Wer ist der Schönste?“ von Heartfield, in der sechs Porträts – von Friedrich Ebert und Philipp Scheidemann sowie vier weiteren Mitgliedern der Regierung für einen angeblichen Schönheitswettbewerb kokett auf einem Fächer angeordnet sind. Auf dem Griff des Fächers sind die Porträts von General Erich Ludendorff, dem katholischen Abgeordneten Matthias Erzberger und dem sozialdemokratischen Reichswehrminister Gustav Noske zu erkennen. In der linken oberen Ecke der Titelseite ist die Collage des Fussballmannes zu sehen; der Kopf ist ein Porträt Herzfeldes.
Nach der Einstellung von Jedermann sein eigner Fussball gab Herzfelde noch 1919 die Zeitschriften „Die Pleite“ und „Der Gegner“ heraus. In Berlin herrschte von 1917 bis 1922 eine regelrechte künstlerische Zeitschriftenschwemme: „Die Aktion“ von Franz Pfemfert, „Neue Jugend“ aus dem Malik-Verlag, „Club Dada“ von Huelsenbeck und Hausmann, „Der Komet“, und „Der blutige Ernst“ von Grosz, hießen einige der Titel, deren Bezug zur Lebenswirklichkeit und politischen Situation schon damals kritisch gesehen wurde:

„Die kommunistische Bewegung ist beinahe ganz eingedämmt, da jeder Deutsche mit der Herausgabe seiner eigenen Zeitung beschäftigt ist. Lebensmittel unnütz, alle schlucken Druckerschwärze.“

Trotz der Haltung des absurdistischen Amusements gilt Jedermann sein eigner Fussball als Höhepunkt der politischen Radikalisierung in der Kunstströmung des Dadaismus in Berlin.